# Gräddost

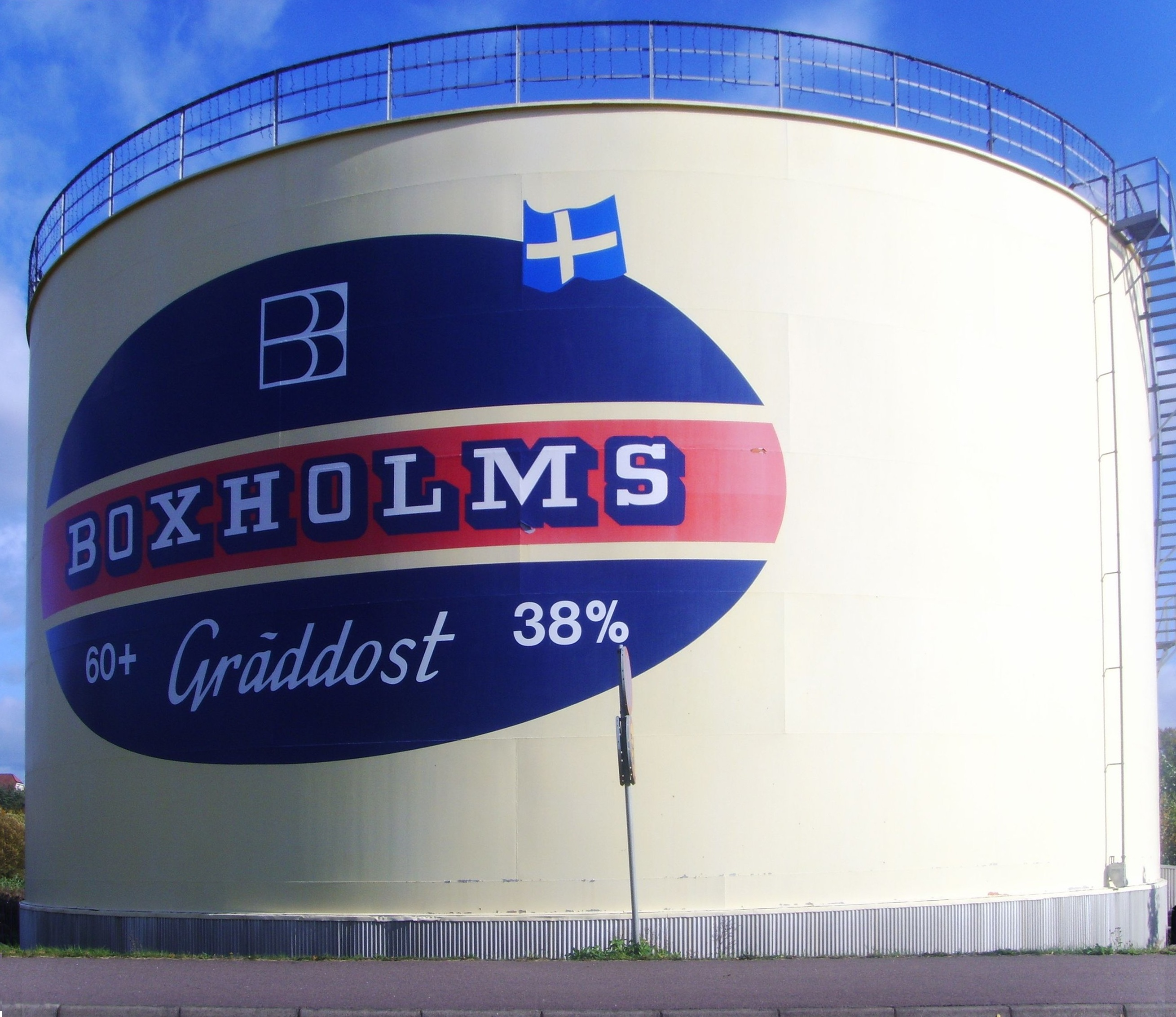
Reklam för Gräddost (2008).

Gräddost är halvhårda ostar som är gjorda av komjölk med en fetthalt runt 38% fett. Ostarna finns i en mängd olika varianter. Gräddost görs på helfet mjölk med tillsats av grädde. Osttypen har framställts vid många mejerier i Sverige och ansågs i äldre tider som närmast en lyxvara.
Kända varumärken är Åseda (tillverkas numera i Danmark, vid Gusjö) och Västervik som inte tillverkas längre. Den mest kända gräddosten tillverkades länge hantverksmässigt vid Boxholms mejeri i Östergötland. Arla flyttade senare produktionen till Östersund. Numera[när?] är tillverkningen helt nedlagd. I de gamla lokalerna i Boxholm tillverkar Glada Bonden Mejeri AB nu åter ost under varumärket Äkta Boxholms Gräddost.

## Annan betydelse
Under 1800-talet kunde gräddost även avse en maträtt av sur grädde som serverades med söt grädde och socker.